# Pont-Salomon
 (février 2017).
Pour les articles homonymes, voir Pont (toponyme) et Salomon.
Pont-Salomon est une commune française située dans le département de la Haute-Loire, en région Auvergne-Rhône-Alpes.

## Géographie

### Situation

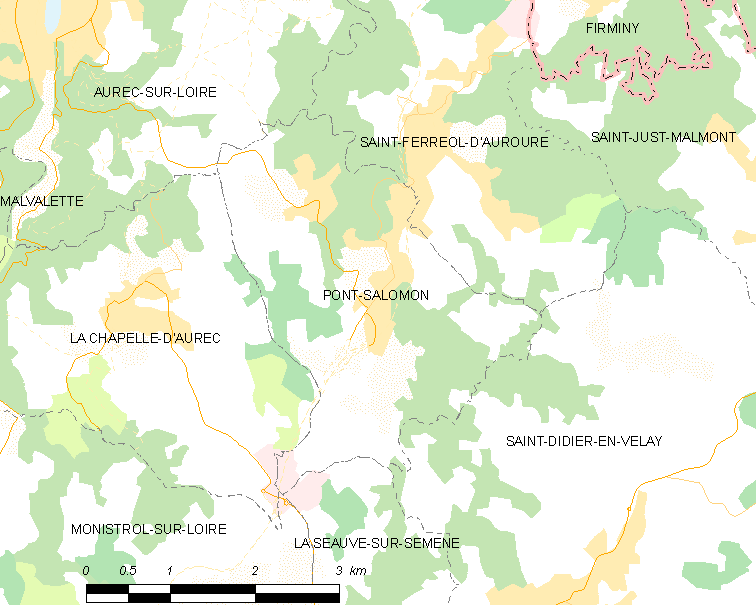
La commune de Pont-Salomon et les communes voisines.

Localisée sur les berges de la rivière Semène, la commune de Pont-Salomon se situe à la lisière Est du département de la Haute-Loire, à 630 mètres d'altitude. Son histoire récente la rattache cependant davantage à la vallée de l'Ondaine, dans la Loire, important foyer industriel. La genèse de Pont-Salomon est en effet intimement liée à la fabrication des lames de faux (ou faulx).

### Localisation
La commune de Pont-Salomon se trouve dans le département de la Haute-Loire, en région Auvergne-Rhône-Alpes.
Elle se situe à 54 km par la route du Puy-en-Velay, préfecture du département, à 29 km d'Yssingeaux, sous-préfecture, et à 9 km d'Aurec-sur-Loire, bureau centralisateur du canton d'Aurec-sur-Loire dont dépend la commune depuis 2015 pour les élections départementales.
Les communes les plus proches sont : Saint-Ferréol-d'Auroure (2,0 km), La Chapelle-d'Aurec (3,2 km), Saint-Didier-en-Velay (4,4 km), La Séauve-sur-Semène (4,7 km), Aurec-sur-Loire (5,0 km), Saint-Just-Malmont (5,1 km), Fraisses (5,7 km), Firminy (6,4 km).
| Aurec-sur-Loire     |                      | Saint-Ferréol-d'Auroure |
| La Chapelle-d'Aurec | Pont-Salomon         |                         |
|                     | La Séauve-sur-Semène | Saint-Didier-en-Velay   |

### Climat
Pour des articles plus généraux, voir Climat d'Auvergne-Rhône-Alpes et Climat de la Haute-Loire.
En 2010, le climat de la commune est de type climat des marges montargnardes, selon une étude du Centre national de la recherche scientifique s'appuyant sur une série de données couvrant la période 1971-2000. En 2020, Météo-France publie une typologie des climats de la France métropolitaine dans laquelle la commune est exposée à un climat de montagne ou de marges de montagne et est dans la région climatique Nord-est du Massif Central, caractérisée par une pluviométrie annuelle de 800 à 1 200 mm, bien répartie dans l’année.
Pour la période 1971-2000, la température annuelle moyenne est de 9,5 °C, avec une amplitude thermique annuelle de 16,4 °C. Le cumul annuel moyen de précipitations est de 863 mm, avec 9,2 jours de précipitations en janvier et 7 jours en juillet. Pour la période 1991-2020, la température moyenne annuelle observée sur la station météorologique de Météo-France la plus proche, « Monistrol-sur-Loire », sur la commune de Monistrol-sur-Loire à 8 km à vol d'oiseau, est de 10,0 °C et le cumul annuel moyen de précipitations est de 822,3 mm,. Pour l'avenir, les paramètres climatiques de la commune estimés pour 2050 selon différents scénarios d'émission de gaz à effet de serre sont consultables sur un site dédié publié par Météo-France en novembre 2022.

## Urbanisme

### Typologie
Au 1er janvier 2024, Pont-Salomon est catégorisée ceinture urbaine, selon la nouvelle grille communale de densité à sept niveaux définie par l'Insee en 2022.
Elle appartient à l'unité urbaine de Saint-Étienne, une agglomération inter-départementale regroupant 32  communes, dont elle est une commune de la banlieue,,. Par ailleurs la commune fait partie de l'aire d'attraction de Saint-Étienne, dont elle est une commune de la couronne,. Cette aire, qui regroupe 105 communes, est catégorisée dans les aires de 200 000 à moins de 700 000 habitants,.

### Occupation des sols
L'occupation des sols de la commune, telle qu'elle ressort de la base de données européenne d’occupation biophysique des sols Corine Land Cover (CLC), est marquée par l'importance des territoires agricoles (51,3 % en 2018), en diminution par rapport à 1990 (54,4 %). La répartition détaillée en 2018 est la suivante : forêts (36,1 %), zones agricoles hétérogènes (34,1 %), prairies (17,2 %), zones urbanisées (11,6 %), zones industrielles ou commerciales et réseaux de communication (1 %). L'évolution de l’occupation des sols de la commune et de ses infrastructures peut être observée sur les différentes représentations cartographiques du territoire : la carte de Cassini (XVIIIe siècle), la carte d'état-major (1820-1866) et les cartes ou photos aériennes de l'IGN pour la période actuelle (1950 à aujourd'hui).

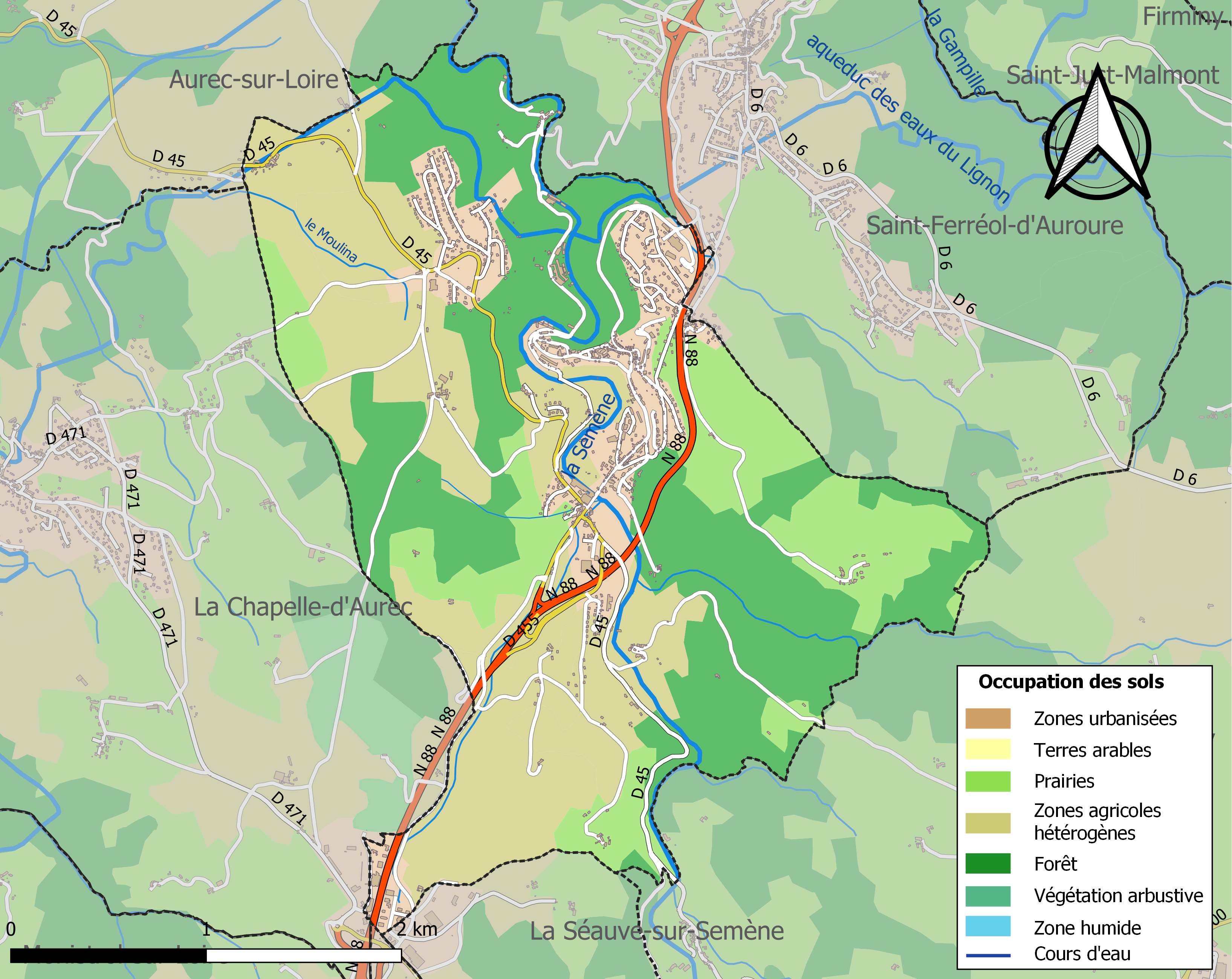
Carte des infrastructures et de l'occupation des sols de la commune en 2018 (CLC).

### Habitat et logement
En 2018, le nombre total de logements dans la commune était de 905, alors qu'il était de 865 en 2013 et de 797 en 2008.
Parmi ces logements, 89,4 % étaient des résidences principales, 1,8 % des résidences secondaires et 8,8 % des logements vacants. Ces logements étaient pour 68,9 % d'entre eux des maisons individuelles et pour 30,6 % des appartements.
Le tableau ci-dessous présente la typologie des logements à Pont-Salomon en 2018 en comparaison avec celle de la Haute-Loire et de la France entière. Une caractéristique marquante du parc de logements est ainsi une proportion de résidences secondaires et logements occasionnels (1,8 %) inférieure à celle du département (16,1 %) mais supérieure à celle de la France entière (9,7 %). Concernant le statut d'occupation de ces logements, 68,2 % des habitants de la commune sont propriétaires de leur logement (67 % en 2013), contre 70 % pour la Haute-Loire et 57,5 pour la France entière.
| Typologie                                               | Pont-Salomon | Haute-Loire | France entière |
| ------------------------------------------------------- | ------------ | ----------- | -------------- |
| Résidences principales (en %)                           | 89,4         | 71,5        | 82,1           |
| Résidences secondaires et logements occasionnels (en %) | 1,8          | 16,1        | 9,7            |
| Logements vacants (en %)                                | 8,8          | 12,4        | 8,2            |

## Toponymie
Les premières mentions du lieu-dit sont orthographiées de la façon suivante : Pont Salamon ou Le Pont Sallamon.
Le nom de la commune ne doit rien au monarque biblique, et encore moins au viaduc qui enjambe la vallée et qui date de la fin du XXe siècle.
Louis Mandrin aurait utilisé les lieux dans le cadre de la contrebande de sel. Le commerce de sel est en tout cas lié à une des origines étymologiques du lieu : Pont-Salomon signifierait le pont (lieu de rencontre, de contact, d'échange...) des sauniers.

## Histoire
Le village de Pont-Salomon est mentionné pour la première fois au milieu du XVIe siècle. À cette date, plusieurs moulins existent déjà dans ce lieu, certains d'entre eux étant probablement des « moulins à soie » liés à l'importante activité de tissage de la soie qui existe alors dans la ville voisine de Saint-Didier.
L'utilisation des ressources hydrauliques locales ne cesse de se développer par la suite, s'adaptant aux développements industriels successifs. Au XIXe siècle, Pont-Salomon devient un village-usine. Il est conçu selon les principes du fouriérisme par Pierre-Frédéric Dorian et ses successeurs a vu le jour au cœur du XIXe siècle : de simple lieu-dit, il est devenu commune, puis paroisse par la volonté des industriels locaux.
Pont-Salomon est certainement l'un des derniers lieux en France où l'épopée de l'ère industrielle reste encore parfaitement lisible : ateliers (dont une forge du XIXe équipée de martinets hydrauliques, actuel Musée de la faux et de la vie ouvrière), biefs, école, église, logements et jardins ouvriers jalonnent un site particulièrement riche et bien conservé. L'Association de la Vallée des forges assure la valorisation de ce patrimoine au travers de ses recherches et publications.[réf. nécessaire]
Dans ce village, l'artiste Pierre Andrès (1922-2011) a créé « Les Machines singulières » pendant plus de vingt ans (1982-2005) dans une ancienne usine d'outillages agricoles qu'il avait transformée en atelier de menuiserie.

### Création de la commune
La commune a été créée en 1865 à partir de portions des territoires communaux d'Aurec-sur-Loire, de Saint-Didier-en-Velay et de Saint-Ferréol-d'Auroure.

## Politique et administration

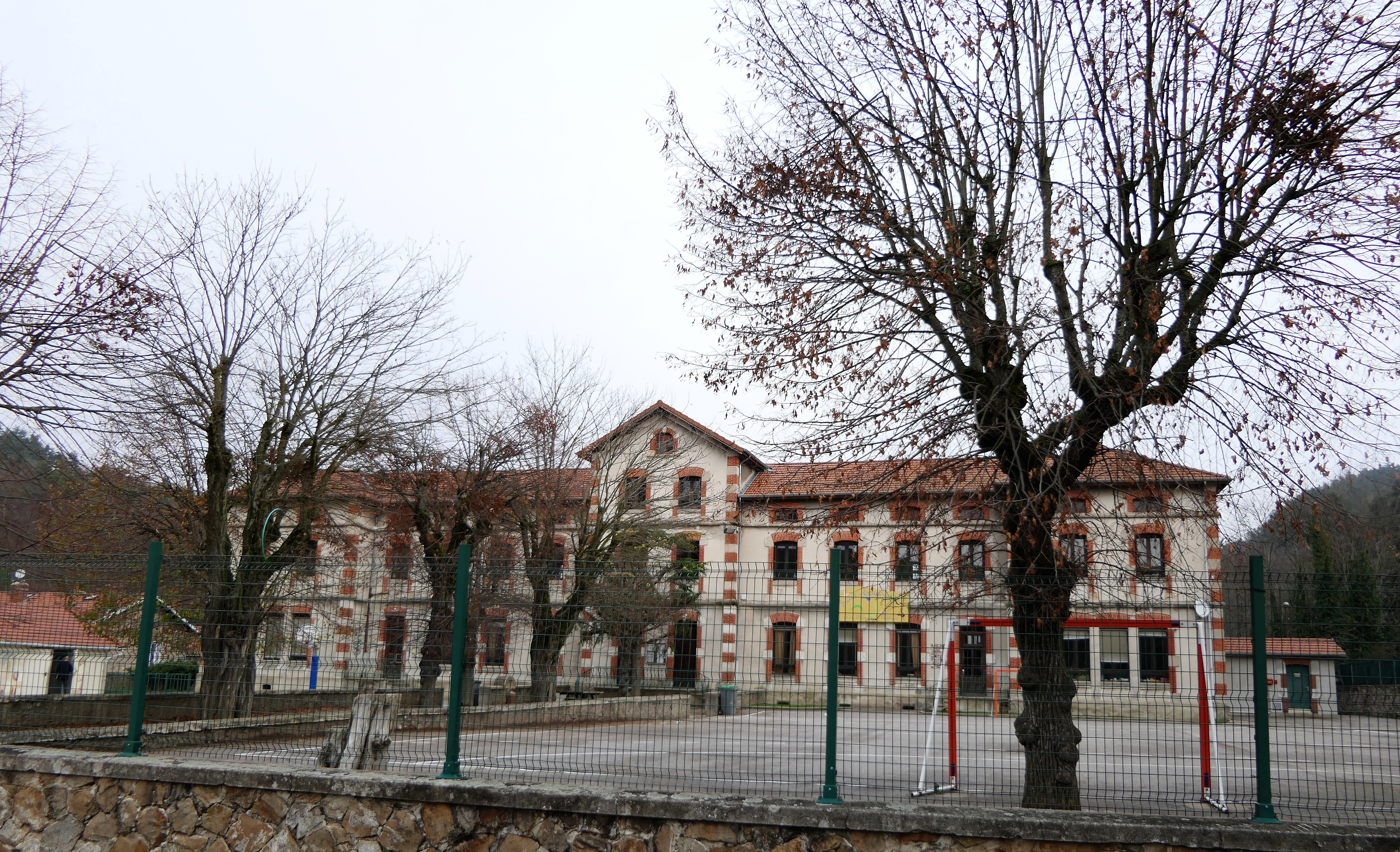
L'école.

### Découpage territorial
La commune de Pont-Salomon est membre de la communauté de communes Loire et Semène, un établissement public de coopération intercommunale (EPCI) à fiscalité propre créé le 28 décembre 2000 dont le siège est à La Séauve-sur-Semène. Ce dernier est par ailleurs membre d'autres groupements intercommunaux.
Sur le plan administratif, elle est rattachée à l'arrondissement d'Yssingeaux, au département de la Haute-Loire, en tant que circonscription administrative de l'État, et à la région Auvergne-Rhône-Alpes.
Sur le plan électoral, elle dépend du canton d'Aurec-sur-Loire pour l'élection des conseillers départementaux, depuis le redécoupage cantonal de 2014 entré en vigueur en 2015, et de la première circonscription de la Haute-Loire   pour les élections législatives, depuis le redécoupage électoral de 1986.

### Liste des maires

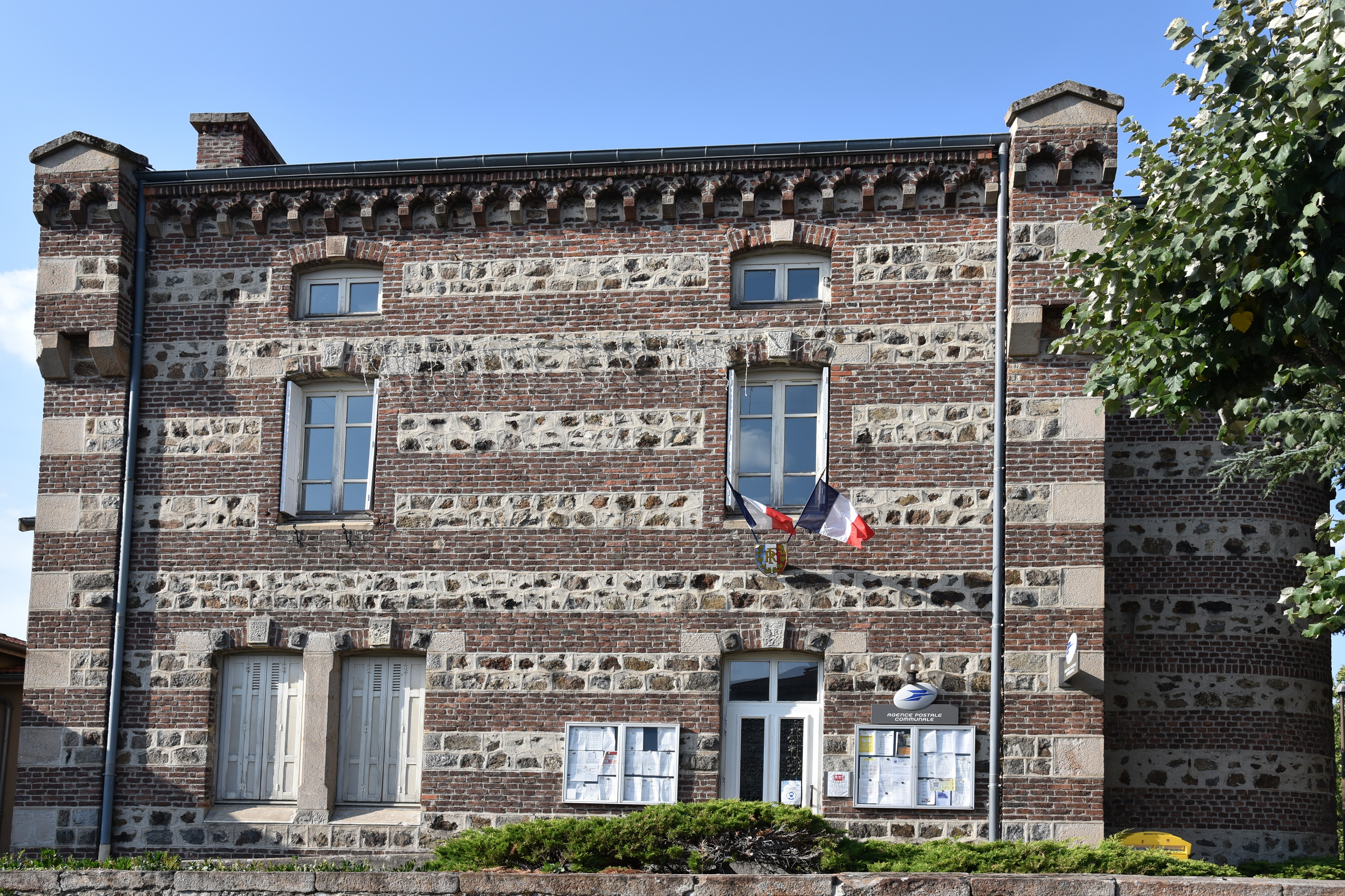
L'ancien presbytère, dans lequel est installée la mairie.

## Population et société

### Démographie

#### Évolution démographique
L'évolution du nombre d'habitants est connue à travers les recensements de la population effectués dans la commune depuis 1866. Pour les communes de moins de 10 000 habitants, une enquête de recensement portant sur toute la population est réalisée tous les cinq ans, les populations de référence des années intermédiaires étant quant à elles estimées par interpolation ou extrapolation. Pour la commune, le premier recensement exhaustif entrant dans le cadre du nouveau dispositif a été réalisé en 2004.

En 2022, la commune comptait 1 861 habitants, en évolution de −10,4 % par rapport à 2016 (Haute-Loire : +0,36 %, France hors Mayotte : +2,11 %).
| 1866  | 1872  | 1876  | 1881  | 1886  | 1891  | 1896  | 1901  | 1906  |
| ----- | ----- | ----- | ----- | ----- | ----- | ----- | ----- | ----- |
| 1 268 | 1 162 | 1 152 | 1 477 | 1 387 | 1 346 | 1 344 | 1 313 | 1 277 |

| 1911  | 1921  | 1926  | 1931  | 1936  | 1946  | 1954  | 1962  | 1968  |
| ----- | ----- | ----- | ----- | ----- | ----- | ----- | ----- | ----- |
| 1 303 | 1 231 | 1 330 | 1 285 | 1 275 | 1 283 | 1 465 | 1 398 | 1 546 |

| 1975  | 1982  | 1990  | 1999  | 2004  | 2006  | 2009  | 2014  | 2019  |
| ----- | ----- | ----- | ----- | ----- | ----- | ----- | ----- | ----- |
| 1 352 | 1 341 | 1 637 | 1 664 | 1 713 | 1 743 | 1 880 | 2 031 | 1 902 |

| 2022  | - | - | - | - | - | - | - | - |
| ----- | - | - | - | - | - | - | - | - |
| 1 861 | - | - | - | - | - | - | - | - |

#### Pyramide des âges
La population de la commune est relativement jeune.
En 2018, le taux de personnes d'un âge inférieur à 30 ans s'élève à 36,8 %, soit au-dessus de la moyenne départementale (31 %). À l'inverse, le taux de personnes d'âge supérieur à 60 ans est de 22 % la même année, alors qu'il est de 31,1 % au niveau départemental.
En 2018, la commune comptait 976 hommes pour 984 femmes, soit un taux de 50,2 % de femmes, légèrement inférieur au taux départemental (50,87 %).
Les pyramides des âges de la commune et du département s'établissent comme suit.
| Hommes | Classe d’âge | Femmes |
| ------ | ------------ | ------ |
| 0,4    | 90 ou +      | 1,2    |
| 3,8    | 75-89 ans    | 7,3    |
| 17,6   | 60-74 ans    | 13,6   |
| 22,4   | 45-59 ans    | 22,2   |
| 18,8   | 30-44 ans    | 19,0   |
| 17,2   | 15-29 ans    | 17,9   |
| 19,7   | 0-14 ans     | 18,8   |

| Hommes | Classe d’âge | Femmes |
| ------ | ------------ | ------ |
| 0,9    | 90 ou +      | 2,5    |
| 8,4    | 75-89 ans    | 11,7   |
| 20,4   | 60-74 ans    | 20,5   |
| 21,3   | 45-59 ans    | 20,3   |
| 16,8   | 30-44 ans    | 16,3   |
| 15,2   | 15-29 ans    | 13,2   |
| 17     | 0-14 ans     | 15,6   |

## Économie

### Revenus
En 2018, la commune compte 801 ménages fiscaux, regroupant 1 950 personnes. La médiane du revenu disponible par unité de consommation est de 21 580 € (20 800 € dans le département).

### Emploi
| Division       | 2008  | 2013  | 2018  |
| -------------- | ----- | ----- | ----- |
| Commune        | 6,5 % | 9,2 % | 5,9 % |
| Département    | 6,3 % | 7,7 % | 7,7 % |
| France entière | 8,3 % | 10 %  | 10 %  |

En 2018, la population âgée de 15 à 64 ans s'élève à 1 284 personnes, parmi lesquelles on compte 74 % d'actifs (68,1 % ayant un emploi et 5,9 % de chômeurs) et 26 % d'inactifs,. En  2018, le taux de chômage communal (au sens du recensement) des 15-64 ans est inférieur à celui de la France et département, alors qu'en 2008 il était supérieur à celui du département et inférieur à celui de la France.
La commune fait partie de la couronne de l'aire d'attraction de Saint-Étienne, du fait qu'au moins 15 % des actifs travaillent dans le pôle,. Elle compte 423 emplois en 2018, contre 431 en 2013 et 581 en 2008. Le nombre d'actifs ayant un emploi résidant dans la commune est de 879, soit un indicateur de concentration d'emploi de 48,1 % et un taux d'activité parmi les 15 ans ou plus de 60,4 %.
Sur ces 879 actifs de 15 ans ou plus ayant un emploi, 99 travaillent dans la commune, soit 11 % des habitants. Pour se rendre au travail, 93,9 % des habitants utilisent un véhicule personnel ou de fonction à quatre roues, 1,8 % les transports en commun, 1,6 % s'y rendent en deux-roues, à vélo ou à pied et 2,7 % n'ont pas besoin de transport (travail au domicile).

## Culture et patrimoine

### Lieux et monuments
Pont-Salomon présente un certain nombre de bâtiments notables, liés intimement à l'histoire de la révolution industrielle :

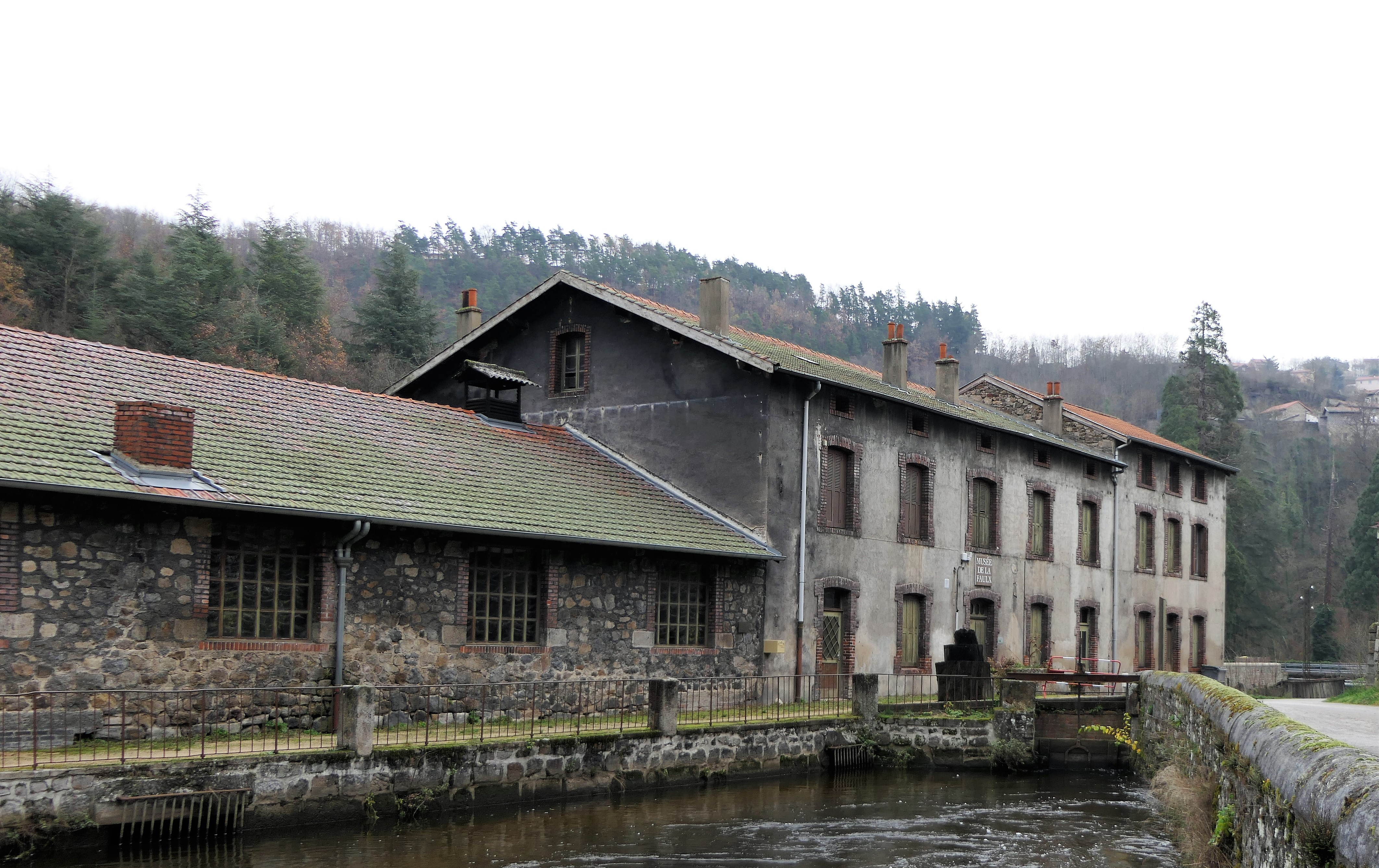
Le musée de la faulx implanté dans l'ancienne usine.

- Fabrique de faux du Foultier (abritant le musée de la faulx) ;
- Fabrique de faux de l'Alliance ;
- Ateliers (celui du musée de la faulx date du XIXe siècle) ;
- Biefs, canaux, bassins de retenue, vannes ;
- Centrales électriques ;
- L'une des premières toitures en shed de France ;
- Logements ouvriers caractéristiques (dont la fameuse Caserne) ;
- Maison de maître dominant l'usine (datant du XXe siècle, soit la période paternaliste, qui succéda à la période fouriériste) ;
- École construite « par l'usine » ;
- Église et presbytère (actuelle mairie), également nés de la volonté patronale ;
- Jardins ouvriers ;
- Lavoirs ;
- Viaduc de Pont-Salomon sur la RN 88.

### Personnalités liées à la commune
- Alexis Massenet (1788-1863) établit à Pont-Salomon les premières forges, en transformant d'anciens moulins. Le jeune Jules (1842-1912) vécut quelque temps dans ce qui n'était alors qu'un petit village, avant de s'établir avec ses parents à Saint-Étienne[28].
- Pierre-Frédéric Dorian (1814-1873) et Alexis Massenet (père de Jules) sont deux industriels qui ont contribué au développement du village. Pierre-Frédéric Dorian, associé aux frères Jackson et à son beau-père Jacob Holtzer, fut à l'origine de l'essor de Pont-Salomon[29].
- Fleury Binachon (1816-1889) : directeur des usines de faux, maire de Pont Salomon, député de la Haute-Loire et chevalier de la Légion d'Honneur
- Jules Massenet (1842-1912) : compositeur français, fils de Alexis Massenet, a passé une partie de son enfance à Pont Salomon
- Régis Martin Binachon (1865-1938) : maire de Pont Salomon et sénateur de la Haute-Loire
- Pierre Andrès (1922-2011), artiste contemporain auteur de Machines singulières, y est mort.
- Roland Romeyer (1945-), président du directoire de l'ASSE, est né à Pont-Salomon.
- Anthony Losilla (1986-), footballeur professionnel évoluant au VfL Bochum en Allemagne, a débuté le foot au FC Pont Salomon.

### Pont-Salomon dans la littérature
- Julien Seybel, Pont-Salomon, village de Haute-Loire entre les deux guerres (souvenirs d'enfance), auto-édition, 1996 (Essai).
- Joseph Gourgaud, La vallée des forges, Clermont-Ferrand, Editions de Borée, 1999 (Roman, Prix du roman d'Auvergne).
- Joseph Gourgaud, Le chant des martinets, Clermont-Ferrand, éditions l'Ecir, 2006 (Roman, Prix du Club de lecture "Le livre du mois").
- Joseph Gourgaud et Gilles Boiron, Vulcanino, le secret de la Lune, auto-édition, 2012 (Conte illustré autour de la fabrication de la faux).

### Héraldique
| Blason de Pont-Salomon | Blason  | Écartelé : aux 1er et 4e parti dentelé d'azur et de gueules à un pont isolé d'une arche d'argent, maçonné de sable brochant, aux 2e et 3e d'or à trois ranchiers [fers de faux] de gueules posés en fasce et rangés en pal. |
| Blason de Pont-Salomon | Détails | Armes parlantes (pont). Le statut officiel du blason reste à déterminer. |